# Михај Маковеј
Михај Маковеј (рум. Mihai Macovei; 29. октобар 1986) професионални је рагбиста и репрезентативац Румуније, који тренутно игра за француског друголигаша УС Коломје. Висок је 195 цм, тежак је 94 кг, примарна позиција му је крилни, а секундарна чеп. У каријери је пре Коломјеа играо за Баја Маре 2005-2012 (28 утакмица), Сент-Незер 2012-2014 (22 утакмице, 20 поена) и Маси рагби 2014-2015 (16 утакмица, 15 поена). За репрезентацију Румуније одиграо је 67 мечева и постигао 65 поена.